# Caryospora veselyi
Caryospora veselyi – gatunek pasożytniczych pierwotniaków należący do rodziny Eimeriidae z podtypu Apicomplexa, które kiedyś były klasyfikowane jako protista. Występuje jako pasożyt węży. C. veselyi cechuje się tym iż oocysta zawiera 1 sporocystę. Z kolei każda sporocysta zawiera 8 sporozoitów.
Obecność tego pasożyta stwierdzono u Ahaetulla nasuta należącego do rodziny połozowatych (Colubridae).
Oocysty kuliste o średnicy 16,5 – 21,5 μm. Sporulacja egzogenna, mikropyle nie występują
Występuje na terenie Indii